# Parallélisme de donnée
 (août 2017).
Le parallélisme par distribution de donnée ou parallélisme de donnée (data paralelism en anglais) est un paradigme de la programmation parallèle. Autrement dit, c'est une manière particulière d'écrire des programmes pour des machines parallèles.
Les algorithmes des programmes qui entrent dans cette catégorie cherchent à distribuer les données au sein des processus et à y opérer les mêmes opérations à l'instar des SIMD.
Le paradigme opposé est celui du parallélisme de tâche.